# Ladislav Rott

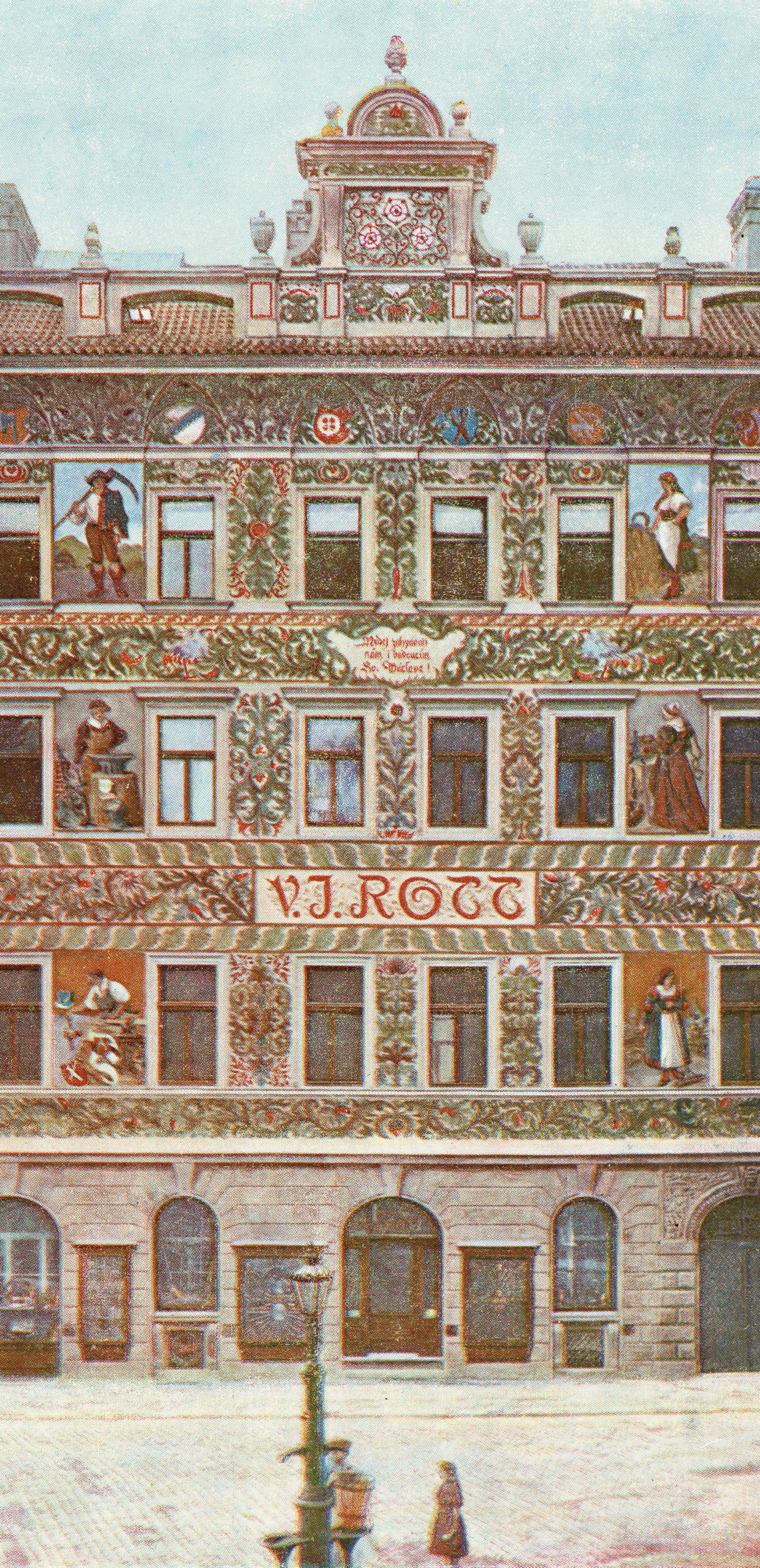
Eins der Rott-Häuser auf dem Kleinstädter Ring (Malé náměstí) in Prag, mit Fresken von Mikoláš Aleš.

Ladislav Rott (* 5. Juni 1851 Prag; † 27. Mai 1906 in Bad Ischl), einer der Söhne und acht Kindern von Vincenc Josef Rott, Gründer der Firma V. J. Rott auf dem Kleinen Ring (Malé náměstí) in Prag (1840).
Die Brüder Ladislav und Julius (1845–1876) übernahmen 1872 die Familienfirma. Die gemeinsam in Angriff genommene Erweiterung – vor allem der Tätigkeit, aber auch die der dazu notwendigen Bauten – lag nach Julius Tod voll bei Ladislav.
Die baulichen Erweiterungen führten 1896–97 auch zum Umbau des Hauses Nr. 142 auf dem Kleinstädter Ring, mit Fresken von Mikoláš Aleš, ausgeführt durch seine Mitarbeiter Arnošt Hofbauer und Ladislav Novák.
Mit seiner Frau Karolína, geb. Klecandová, hatte Ladislav sechs Kinder, unter ihnen auch Vladimír Jiří Rott, der – als letztes in der Tschechoslowakei unternehmerisch tätige Mitglied dieser bekannten Prager Familie – nach dem kommunistischem Putsch im Februar 1948 mit seiner Frau flüchten musste.
Nach der Wende im November 1989 haben tschechische Medien über Ladislav's Vorschlag berichtet, die Prager Untergrundbahn in Angriff zu nehmen, den er im Sommer 1898 dem Stadtrat der königlichen Hauptstadt Prag unterbreitete.
In einem der Rott-Häuser, deren zweiten "Raub" im Jahr 1993 Vladimir J. Rott (* 1950) beklagte (der erste war 1948 nach dem Februar-Putsch), dem V. J. Rott Haus (hier rechts abgebildet), wird zurzeit ein Hard Rock Cafe betrieben, nachdem es ein Kristallglasgeschäft abgelöst hat, in einem der anderen ein Hotel.